# 金佛山溪边蕨
金佛山溪边蕨（学名：Stegnogramma jinfoshanensis）为金星蕨科溪边蕨属下的一个种。

## 扩展阅读
- 維基物種上的相關：金佛山溪边蕨